# Takahiro Tanaka
Takahiro Tanaka (japanisch 田中 貴大 Tanaka Takahiro; * 22. November 1993 in Hachioji) ist ein japanischer Fußballspieler.

## Karriere
Takahiro Tanaka erlernte das Fußballspielen in der Jugendmannschaft von Tokyo Verdy. Hier unterschrieb er 2012 auch seinen ersten Profivertrag. Der Verein aus Tokio spielte in der zweithöchsten Liga des Landes, der J2 League. Für Tokyo absolvierte er fünf Ligaspiele. 2013 wurde er an den Drittligisten FC Machida Zelvia ausgeliehen. 2014 kehrte er zu Tokyo Verdy zurück. Für den Verein absolvierte er fünf Ligaspiele. Danach spielte er bei den japanischen Vereinen Briobecca Urayasu, Renofa Yamaguchi FC und Suzuka Unlimited FC. Anfang 2020 wechselte er nach Singapur. Hier nahm ihn der in der ersten Liga spielende Tanjong Pagar United unter Vertrag. Für Tanjong absolvierte er 12 Erstligaspiele. Im Februar 2021 kehrte er nach Japan zurück. Hier schloss er sich dem Viertligisten FC Kariya aus Kariya an.